# Leopold IV Frederik van Anhalt
Leopold IV Frederik (Dessau, 1 oktober 1794 – aldaar, 22 mei 1871) was van 1817 tot 1853 hertog van Anhalt-Dessau, van 1847 tot 1853 van Anhalt-Köthen, van 1853 tot 1863 van Anhalt-Dessau-Köthen en nadat hij in 1863 ook Anhalt-Bernburg in handen kreeg tot zijn dood hertog van het verenigde Anhalt.
Hij was de oudste zoon van prins Frederik (1769-1814) en volgde op 9 augustus 1817 zijn grootvader Leopold III Frederik Frans op als hertog van Anhalt-Dessau. In 1818 trad hij in het huwelijk met Frederika, dochter van Louis van Pruisen (zoon van Frederik Willem II), bij wie hij vier kinderen verwekte.
Toen met hertog Hendrik in 1847 de linie Anhalt-Köthen uitstierf viel deze staat toe aan familiehoofd Leopold. In het revolutiejaar 1848 zag hij zich genoodzaakt zijn onderdanen een constitutie te verlenen, die hij echter op 4 november 1849 weer ophief. Hij verenigde op 22 mei 1853 Anhalt-Dessau en Anhalt-Köthen tot Anhalt-Dessau-Köthen. Na de kinderloze dood van Alexander Karel van Anhalt-Bernburg kwam in 1863 ook Bernburg aan Leopold, die nu de titel van hertog van Anhalt aannam.
De eerste algemene Anhaltse landdag werd op 26 november 1863 geopend. In de Pruisisch-Oostenrijkse Oorlog van 1866 stond het land aan de zijde van Pruisen. Leopold stierf op 22 mei 1871 en werd opgevolgd door zijn zoon Frederik I.

## Kinderen
- Frederika Amalia Augusta (Dessau 22 november 1819 - Dessau 11 december 1828)
- Frederika Amalia Agnes (Dessau 24 juni 1824 - Hummelshain 23 oktober 1897), gehuwd met Ernst I van Saksen-Altenburg
- Leopold Frederik Frans Nicolaas (Dessau 29 april 1831 - Ballenstedt 24 januari 1904), hertog van Anhalt, gehuwd met Antoinette van Saksen-Altenburg
- Maria Anna (Dessau 14 september 1837 - Friedrichsroda 12 mei 1906), gehuwd met Frederik Karel van Pruisen, kleinzoon van Frederik Willem III